# Lennart Bak
Lennart Kristensen Bak (Sæby, 13 settembre 1972) è un ex calciatore danese, di ruolo centrocampista.

## Biografia
Dopo il ritiro dal calcio giocato, a causa dei continui infortuni, Bak si dedica allo sport giovanile come manager e istruttore.

## Caratteristiche tecniche
Centrocampista grintoso che amava giocare a tutto campo.

## Carriera
Dopo gli inizi nell'IF Skjold Sæby, Bak passa alle giovanili dell'Aalborg. L'esperienza è breve. A causa dei lunghi viaggi per raggiungere il campo di allenamento, e così da avere abbastanza tempo per la scuola, Bak si accasa al Frederikshavn fi, club più vicino alla sua città natale.
Nel 1994, Bak si trasferisce all'Aarhus, squadra con cui disputerà 87 gare, realizzando 13 reti. Nel 1996, vince la Coppa di Danimarca. L'anno successivo, Bak disputa l'edizione 1996-1997 della Coppa delle Coppe, realizzando l'unico gol dell'AFG nella manifestazione, nei sedicesimi di finale, contro l'Olimpija Ljubljana.
Nel gennaio 1997, Bak si trasferisce al Foggia  dove pur non partendo spesso tra i titolari registra buone prestazioni.
Nel luglio 1998, passa alla Salernitana, in Serie A, squadra con cui non disputerà nessuna partita ufficiale, a causa della rottura di un alluce e verrà rispedito al Foggia dopo un mese per poi rientrare a Salerno nel gennaio del 1999.
Dopo l'esperienza italiana, nel giugno del 1999 Bak torna in patria per giocare di nuovo nell'AFG. 
Nel gennaio 2001, Bak si trasferisce all'Aalborg, diventando presto un beniamino dei tifosi, segnando 5 reti in 12 partite.
Nel luglio 2001, durante la preparazione estiva, Bak si rompe il legamento crociato del ginocchio sinistro. Dopo essersi sottoposto a sette interventi chirurgici,, Bak decide di ritirarsi dal calcio giocato.

## Palmarès

### Competizioni nazionali
- Coppa di Danimarca: 1

AFG: 1996